# Dobrivoje Trivić
Dobrivoje Trivić (Ševarice, 26 ottobre 1943 – Novi Sad, 23 febbraio 2013) è stato un calciatore jugoslavo, di ruolo difensore.

## Palmarès

### Club

#### Competizioni nazionali
- Campionato jugoslavo: 1

Vojvodina: 1965-1966
- Coppa di Francia: 1

Ol. Lione: 1972-1973